# 法夫勒伊
法夫勒伊（法語：Favreuil，法語發音：[favʁœj]）是法国上法蘭西大區加来海峡省的一个市镇，属于阿拉斯区。

## 地理
法夫勒伊（50°7'27"N, 2°51'25"E）面积4.93 平方千米，位于法国上法蘭西大區加来海峡省，该省份为法国北部沿海省份，西北濒北海，南至索姆省，东临北部省。
与法夫勒伊接壤的市镇（或旧市镇、城区）包括：莫里、巴波姆、萨皮尼、邦库尔、伯尼亚特尔、比耶夫维莱尔莱巴波姆。

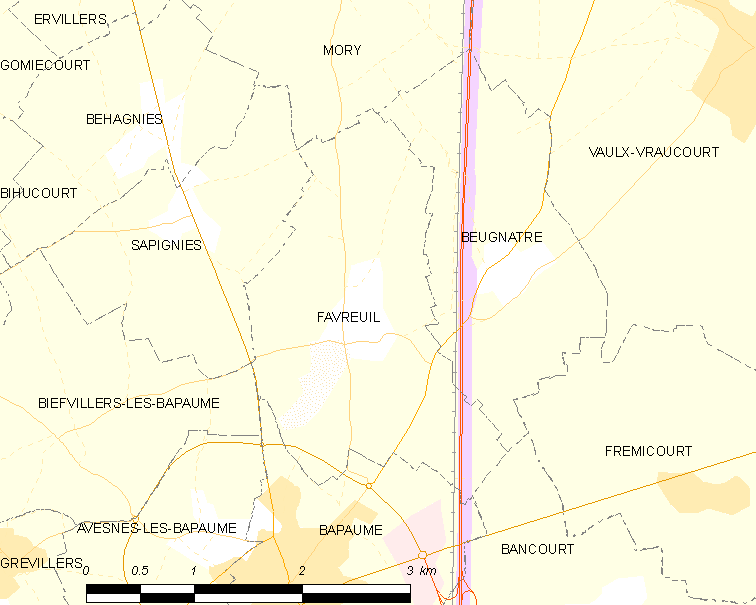
法夫勒伊的OSM定位图

法夫勒伊的时区为UTC+01:00、UTC+02:00（夏令时）。

## 行政
法夫勒伊的邮政编码为62450，INSEE市镇编码为62326。

## 政治
法夫勒伊所属的省级选区为巴波姆县。

## 人口

1962-2008年间法夫勒伊人口变化图示

法夫勒伊于2022年1月1日时的人口数量为237人。